# Chaoilta decorata
Chaoilta decorata är en stekelart som först beskrevs av Szepligeti 1900.  Chaoilta decorata ingår i släktet Chaoilta och familjen bracksteklar. Inga underarter finns listade i Catalogue of Life.